# Missione dell'Arcangelo Gabriele
La Missione dell'Arcangelo Gabriele (in spagnolo: Misión de San Gabriel Arcángel), chiamata anche Missione di San Gabriele Arcangelo o Missione di San Gabriel, è una parrocchia cattolica californiana e un punto di riferimento storico a San Gabriel, in California. Fu fondata dagli spagnoli dell'Ordine francescano in occasione della "festa della nascita di Maria", l'8 settembre 1771, come la quarta di quelle che sarebbero diventate ventuno missioni spagnole in California. San Gabriel Arcángel prende il nome dall'Arcangelo Gabriele e spesso viene definita la "madrina del Pueblo di Los Angeles". La missione è stata costruita ed eseguita utilizzando ciò che è stato descritto come lavoro degli schiavi dai vicini villaggi tongva, come Yaanga. Quando il vicino Pueblo de los Ángeles fu costruito nel 1781, la missione gareggiò con il pueblo emergente per il controllo del lavoro indigeno.
La missione è stata progettata da Antonio Cruzado, che ha dato all'edificio i suoi contrafforti incappucciati e le finestre alte e strette, che sono uniche tra le missioni della catena della California. Una grande croce di pietra svetta al centro del Campo Santo (cimitero), consacrato prima nel 1778 e poi ancora il 29 gennaio 1939, dall'arcivescovo di Los Angeles John Cantwell.

## Storia

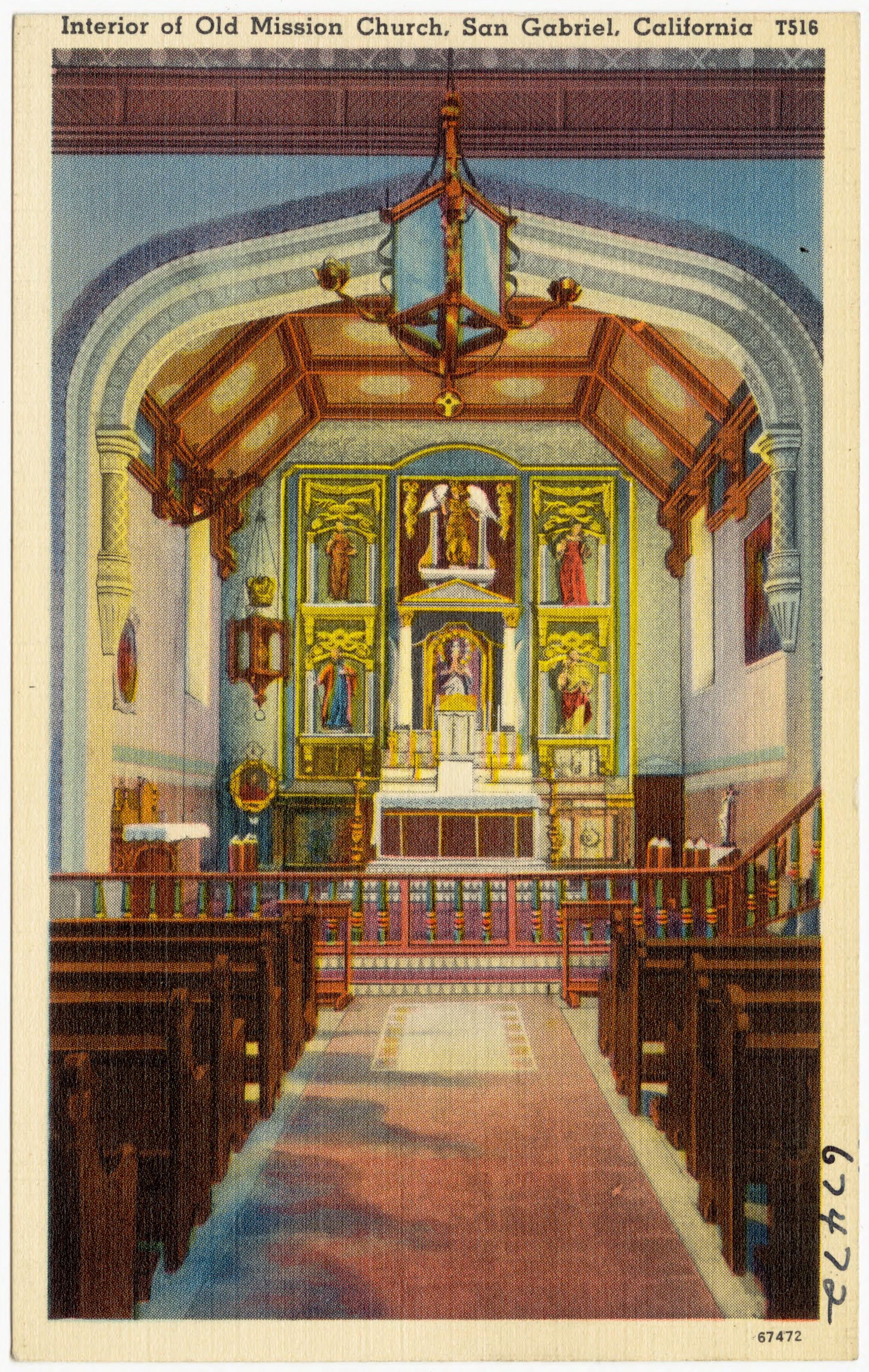
Dipinto che ritrae l'interno della missione (1930-1945 circa).

Nell'agosto del 1771, la spedizione Portolá, composta da dieci soldati spagnoli e due sacerdoti francescani, incontrò indiani Tongva armati sulle rive del fiume Santa Ana. Un mese dopo, la Missione fu fondata l'8 settembre 1771 da Fray Ángel Fernández de la Somera e Fray Pedro Benito Cambón.
La spedizione di Juan Bautista de Anza visitò la missione nel gennaio e nel febbraio 1776, essendovi stata in precedenza nel 1774. Nel 1776, un'inondazione improvvisa distrusse gran parte dei raccolti e rovinò il complesso originario della Missione, che fu successivamente trasferito a cinque miglia più vicino alle montagne nell'attuale San Gabriel (l'insediamento Tongva di 'Iisanchanga). Il villaggio Tongva di Shevaanga si trovava vicino alla seconda posizione della Missione San Gabriel dopo che il sito originale era stato abbandonato a causa delle inondazioni.
Il 9 dicembre 1812 (la "festa dell'Immacolata Concezione della Beata Vergine Maria"), una serie di terremoti scosse la California meridionale. Il terremoto di San Juan Capistrano del 1812 fece crollare il campanario a tre campane, situato adiacente alla facciata est della cappella. Successivamente fu costruita una struttura più grande a sei campane.
Tra il 1771 e il 1834 furono condotti oltre 25.000 battesimi alla Missione dell'Arcangelo Gabriele, rendendosi la più prolifica nella catena delle missioni. Le persone Tongva degli insediamenti vicini come il villaggio di Akuranga sono state colpite dalle pratiche dei missionari francescani, che hanno tentato di "sradicare ciò che percepivano come un male all'interno della società Tongva" attraverso "l'indottrinamento religioso, il lavoro, la ristrutturazione delle strutture di genere e la violenza", che ha avuto luogo in ed intorno alla Missione. Un missionario durante questo periodo riferì che tre bambini su quattro morirono nella Missione prima di raggiungere l'età di 2 anni. Quasi 6.000 Tongva giacciono sepolti nei terreni della Missione.
Sebbene la Missione dell'Arcangelo Gabriele una volta fornisse cibo e rifornimenti agli insediamenti e ad altre missioni in tutta la California, la maggior parte delle strutture della Missione cadde in rovina dopo che fu secolarizzata nel novembre 1834. I vigneti un tempo estesi stavano cadendo in rovina, con le recinzioni abbattute e gli animali vaganti liberi attraverso di essa.
La Cappella della Missione ha funzionato come chiesa parrocchiale per il Comune di San Gabriele dal 1862 fino al 1908, quando i Missionari Clarettiani giunsero a San Gabriele e iniziarono i lavori di ricostruzione e restauro della Missione. Nel 1874 furono posati i binari per la Southern Pacific Railroad vicino alla missione. Nel 2012, sono stati trovati manufatti dell'era della missione quando i binari sono stati calati in una trincea. Il 1 ottobre 1987, il terremoto di Whittier Narrows danneggiò la proprietà. Una parte significativa del complesso originario è stata da allora restaurata.
Un incendio ha distrutto il tetto del santuario originale della chiesa l'11 luglio 2020. Prima dell'incendio, la missione era in fase di ristrutturazione, salvando alcuni dipinti e manufatti. È stata aperta un'indagine sull'origine dell'incendio. Il 5 maggio 2021 John David Corey, 57 anni, è stato accusato di reato di incendio doloso e furto con scasso per aver appiccato l'incendio. La missione ha riaperto nel 2023.